# Federação Escotista de Portugal
Federação Escotista de Portugal (FEP, Skautská federace Portugalska) je národní skautská federace v Portugalsku. Skauting začal v Portugalsku vznikl v roce 1911 a byl jedním ze zakladatelů Světové organizace skautského hnutí (WOSM) v roce 1922. Tato federace byla založena v roce 1928. V roce 2011 bylo jejími členy 75 359 skautů a skautek.
Při vzniku skautingu v roce 1911, vzniklo mnoho sdružení, ale pouze dvě z nich přežili: União dos Adueiros de Portugal (které zaniklo v roce 1930) a dodnes živé Associação dos Escoteiros de Portugal (AEP). Později, v roce 1923, pod záštitou katolické církve vzniklo Corpo Nacional de Escutas – Escutismo Catolico Português (CNE), druhé sdružení které je aktivní dodnes. V portugalsou jsou i další organisace mimo CNE a AEP, například Associação Guias de Portugal (AGP), ty ale nejsou členy federace.
Federace hostila Roverway 2003, společná událost Evropského regionu WOSM a WAGGGS.

## Členové
Federace má dva členy:
- Associação dos Escoteiros de Portugal (AEP, Asociace skautů Portugalska, mezináboženská, 13 000 členů, koedukovaná)
- Corpo Nacional de Escutas – Escutismo Católico Português (CNE, Národní sbor skautů – Portugalský katolický skauting, katolická, 70 000 členů, koedukovaná)

Poznámka: V portugalštině má slovo skauting dvě  varianty: Escotismo používá AEP, Escutismo od CNE.